# Next to You
「Next to You」（ネクスト・トゥー・ユー）は、melody.の5枚目のシングル。

## 概要
- 約7か月ぶりとなるシングルで、テーマは「ハートウォーム」[1]。
- 「Crystal Love」に続き、2年連続アルペンのCMソングに起用された。CMの反響により、オリコンデイリーシングルチャートで初登場5位を記録[2]。

## 収録曲
（全作詞：melody.、MIZUE／編曲：河野圭）
1. Next to You
  - 作曲：原一博
  - アルペンCMソング
2. Summer Memory
  - 作曲：安田尊行
3. So into You（only one remix）
  - リミキサー：原田卓也
4. Next to You（instrumental）